# コミツィアーノ
コミツィアーノ（イタリア語: Comiziano）は、イタリア共和国カンパニア州ナポリ県にある、人口約1,800人の基礎自治体（コムーネ）。

## 地理

### 位置・広がり
ナポリ県北東部のコムーネ。県都ナポリから東北東へ27kmの距離にある。

#### 隣接コムーネ
隣接するコムーネは以下の通り。
- カンポザーノ
- カザマルチャーノ
- チッチャーノ
- チミティーレ
- トゥフィーノ